# Врата (Шмартно-при-Літії)
Врата (словен. Vrata) — поселення в общині Шмартно-при-Літії, Осреднєсловенський регіон, Словенія. 
Висота над рівнем моря: 481,7 м.